# Iríni Sklíva
Iríni Sklíva (grec moderne : Ειρήνη Σκλήβα), née le 4 avril 1978, fut Miss Grèce puis Miss Monde en 1996. Elle pesait au moment de son élection 59 kg, pour 1,77 m.
Elle est la première grecque à être élue Miss Monde.